# Дек, Теодор
Жозеф-Теодор Дек, также Жозеф-Теодор Дэк (фр. Joseph Théodore Deck; 2 января 1823[…], Гебвиллер — 15 мая 1891, Париж) — французский художник-керамист и предприниматель периода историзма. Создатель известной керамической мастерской в Париже.

## Биография

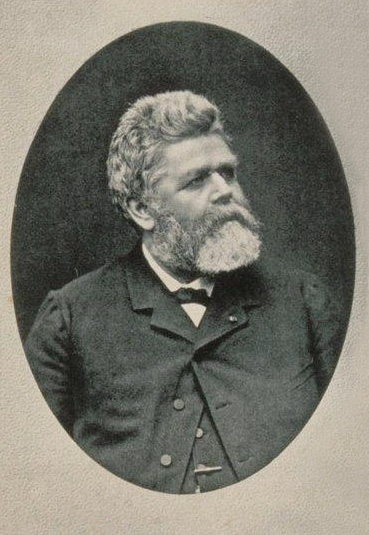
Теодор Дек. Фотография 1891 г.

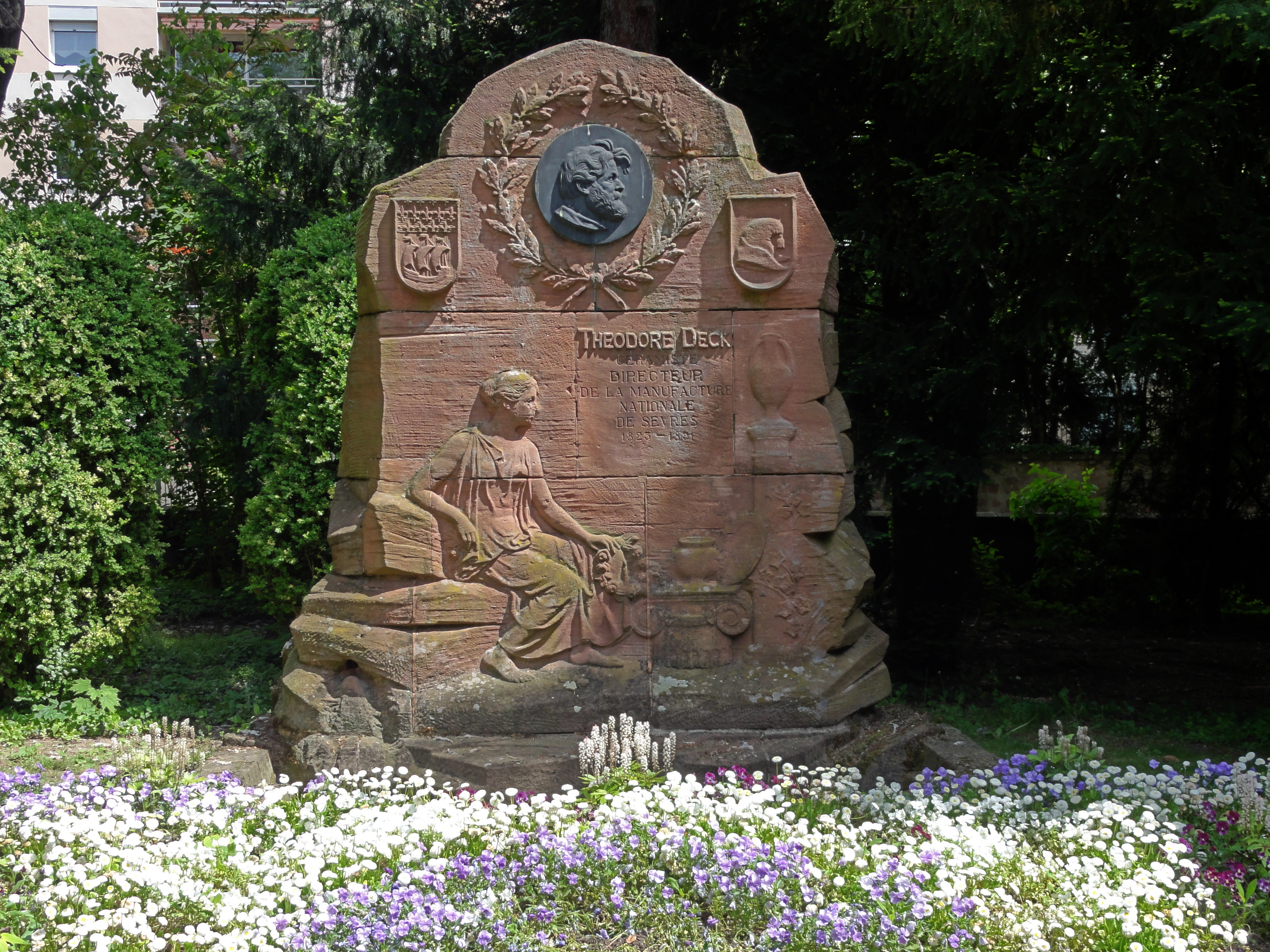
Памятник Теодору Деку. Парк Марсельезы, Гебвиллер

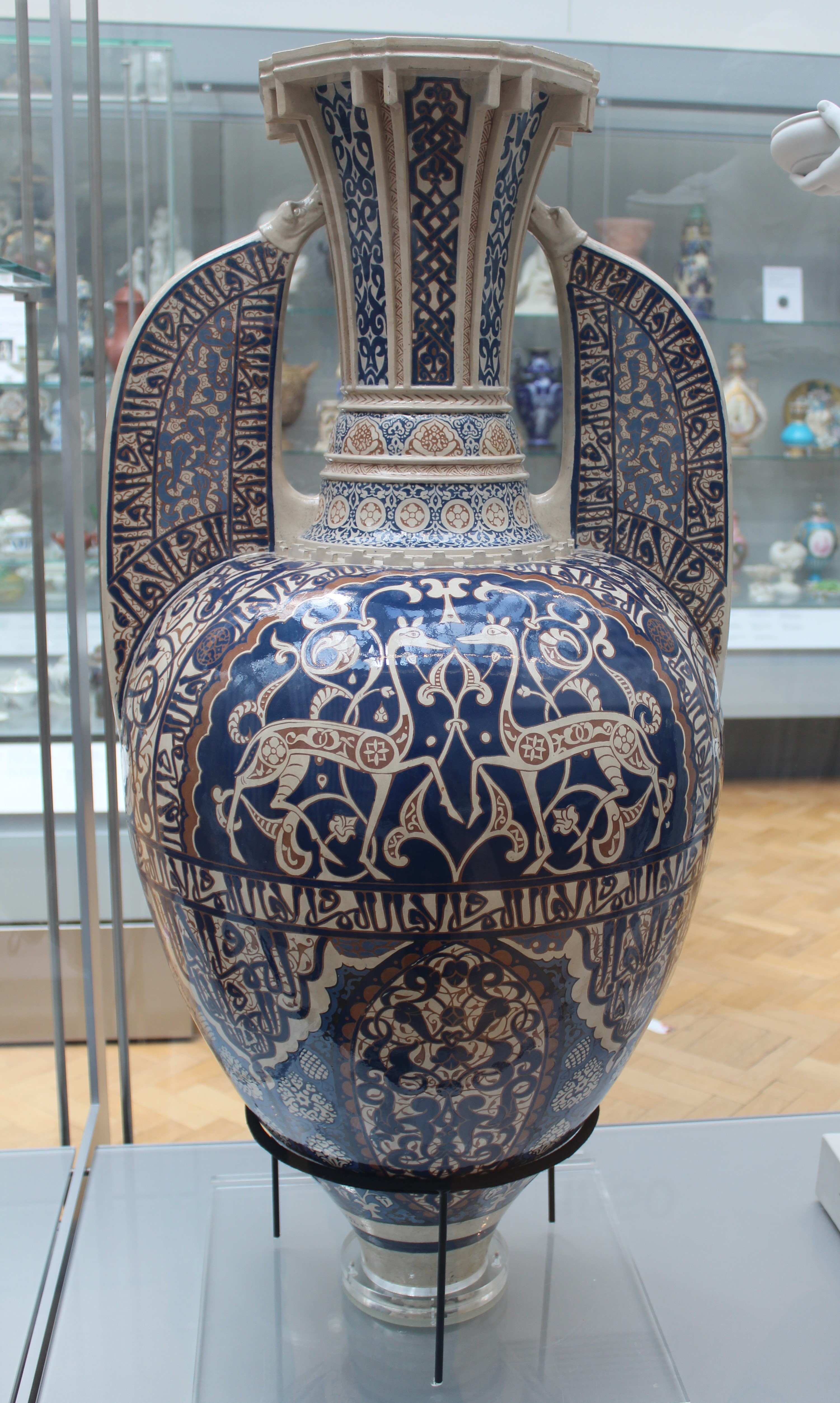
Ваза «Альгамбра». 1862. Фаянс, роспись. Музей Виктории и Альберта, Лондон

Жозеф-Теодор Дек родился в 1823 году в Эльзасе в городе Гебвиллер (департамент Верхний Рейн), на франко-немецкой границе, в семье красильщика шёлка Ричарда Дека и Маргариты Хач. Он страстно увлекался химией и физическими науками. После окончания начальной школы провёл три года в средней школе в Лашапель-су-Ружмон (фр.), недалеко от Бельфора. Смерть отца в 1840 году вынудила Жозефа-Теодора вернуться в родной город и взять на себя семейную мастерскую, в которой ему помогал старший брат. Однако дела пошли плохо, им пришлось продать дом и мастерскую.
В 1841 году он поступил учеником к мастеру-печнику Хюгелину Старшему в Страсбурге. За два года он узнал о методах, унаследованных от XVI века, таких как инкрустация цветными пастами в стиле керамики Сен-Поршера. Работу он совмещал с ученичеством в мастерской скульптора Андре Фридриха (фр.).
Спасаясь от военной службы, Жозеф-Теодор совершил поездку по Германии, как это принято среди эльзасских подмастерьев-печников. В ходе этой поездки он посетил Баден, Вюртемберг, Баварию и Грац (современная южная Австрия). Качество его работы позволило ему получить важные заказы в Австрии для провинциальных замков и императорских дворцов, в частности для дворца Шёнбрунн. Он продолжил путешествие в Венгрию через Пешт, затем в Прагу, направляясь на север через Дрезден, Лейпциг, Берлин и Гамбург.
Революция 1848 года во Франции прервала производство, и Дек решил вернуться в родной город. Семья посоветовала ему открыть небольшую мастерскую: там он создал несколько бюстов, статуэток из терракоты и копии антикварных предметов, некоторые примеры которых можно увидеть в Гебвиллере, в музее Теодора Дека (фр.).
В декабре 1851 года он вернулся в Париж, где его наняла вдова Дюма, дочь изготовителя глиняной посуды Фогта, на которого он ранее работал. Нанятый мастером, он предоставлял рабочим чертежи и модели, а сам обрабатывал глину. Продукция фабрики завоевала первую медаль на Всемирной выставке 1855 года в Париже. В следующем году он решил обосноваться недалеко от своего бывшего работодателя на улице де ла Фонтен-о-Руа (фр.), дом 20, вероятно, используя свои печи. К нему присоединился его брат Ксавье Дек, только что закончивший военную службу.
В 1858 году братья Дек создали свою компанию «Французская керамика Жозефа-Теодора Дека» (Joseph-Théodore Deck Ceramique Française). Год спустя они переехали в Париж на бульвар Сен-Жак (фр.), 46. Вначале братья делали только печные облицовки. Но дела пошли настолько хорошо, что буквально через год они решили заняться керамикой для облицовки зданий, а также фигурными архитектурными деталями. В 1869 году они открыли магазин на улице Галеви (фр.) в районе парижской Оперы, которым управляла их сестра.
Дек был вовлечён в политику. В 1870 году он принял французское гражданство. Сторонник Радикальной партии, он был избран заместителем мэра XV округа Парижа. С 1887 года Дек был директором Севрской фарфоровой мануфактуры, он передал управление своей мастерской брату Ксавье, а также своему племяннику Ришару. Там они выпускали изделия мягкого фарфора, усовершенствовав технологию его изготовления. Одним из первых Жозеф-Теодор начал работать в области архитектурно-декоративной керамики.
Жозеф-Теодор Дек был не только талантливым технологом и художником-керамистом, он привлекал к работе в своей мастерской и других художников, таких как Рафаэль Коллен и Поль Эллё. В 1887 году опубликовал книгу «Фаянс» (La Faïence).
Жозеф-Теодор Дек скончался в 1891 году в Париже. Похоронен на кладбище Монпарнас. Его друг, скульптор Огюст Бартольди, создал надгробный памятник, на котором выгравирована эпитафия: «Он взял пламень с неба» (Eripuit cœlo lumen).
В родном Гебвиллере ему посвящён мурал (настенное панно), напоминающий об одном из наиболее знаменитых уроженцев города. Одним из его самых известных учеников был Эдмон Лашеналь. Однако мастерские Дека закрылись через несколько лет после смерти основателя. Большая коллекция керамики мастерской собрана в Гебвиллере, в музее Теодора Дека.

## Продукция мастерской братьев Дек
В 1861 году в Салоне искусств и промышленности Парижа (Salon des arts et industries de Paris), проходившем на Елисейских полях, Теодор Дек впервые выставил свои творения: это были изделия с инкрустацией цветной глиной в стиле «Генриха II», а также изделия, покрытые голубой эмалью или декором в подражание турецкой керамики Изника. В следующем году, по случаю Всемирной выставки 1862 года в Лондоне, Жозеф-Теодор привлёк английских меценатов и заказчиков. Он представил копию огромной «крылатой вазы Альгамбры» исключительных размеров (1,36 м в высоту и 2,25 м в окружности). Ваза, сделанная по фотографии и калькам Жана Шарля Давилье, несколько лет спустя была приобретена Музеем Южного Кенсингтона в Лондоне.
На Всемирной выставке 1867 года в Париже фабрика получила серебряную медаль, в том числе за изделия люстровой керамики (с металлическим отблеском восстановительной глазури) в подражание знаменитым испано-мавританским фаянсам. Для Всемирной выставки 1873 года в Вене Дек представил «вазон» диаметром два метра и высотой почти четыре метра. Он привлекал для работы в своей мастерской самых разных живописцев и рисовальщиков.
Постоянно экспериментируя с глазурями и массами, Жозеф-Теодор Дек успешно имитировал средневековые облицовочные плитки, знаменитые фаянсы Сен-Поршера, итальянскую майолику эпохи Возрождения. Его именем названа уникальная голубая глазурь «bleu de Deck». С 1870-х годов мастерская выпускала соответственно духу периода историзма изделия в японском стиле (japonaiserie). Дек использовал сложные эффекты глазурей «восстановительного огня», позаимствованные у китайских и японских мастеров, например эффект «фламбэ» (искорка). Дружба Дека с Феликсом Бракмоном способствовала появлению новых художественных идей.
Теодор Дек мог, например, воспроизвести в керамике в увеличенном виде, вазу, которая в японском оригинале была выполнена в технике резьбы по камню (нефриту), а его фаянсовые коты практически неотличимы от статуэток, посвящённых богине Баст, найденных при раскопках в Древнем Египте. Мастера фабрики Дека использовали самые разные мотивы искусства Древнего Египта в так называемом египтизирующем стиле.

## Галерея

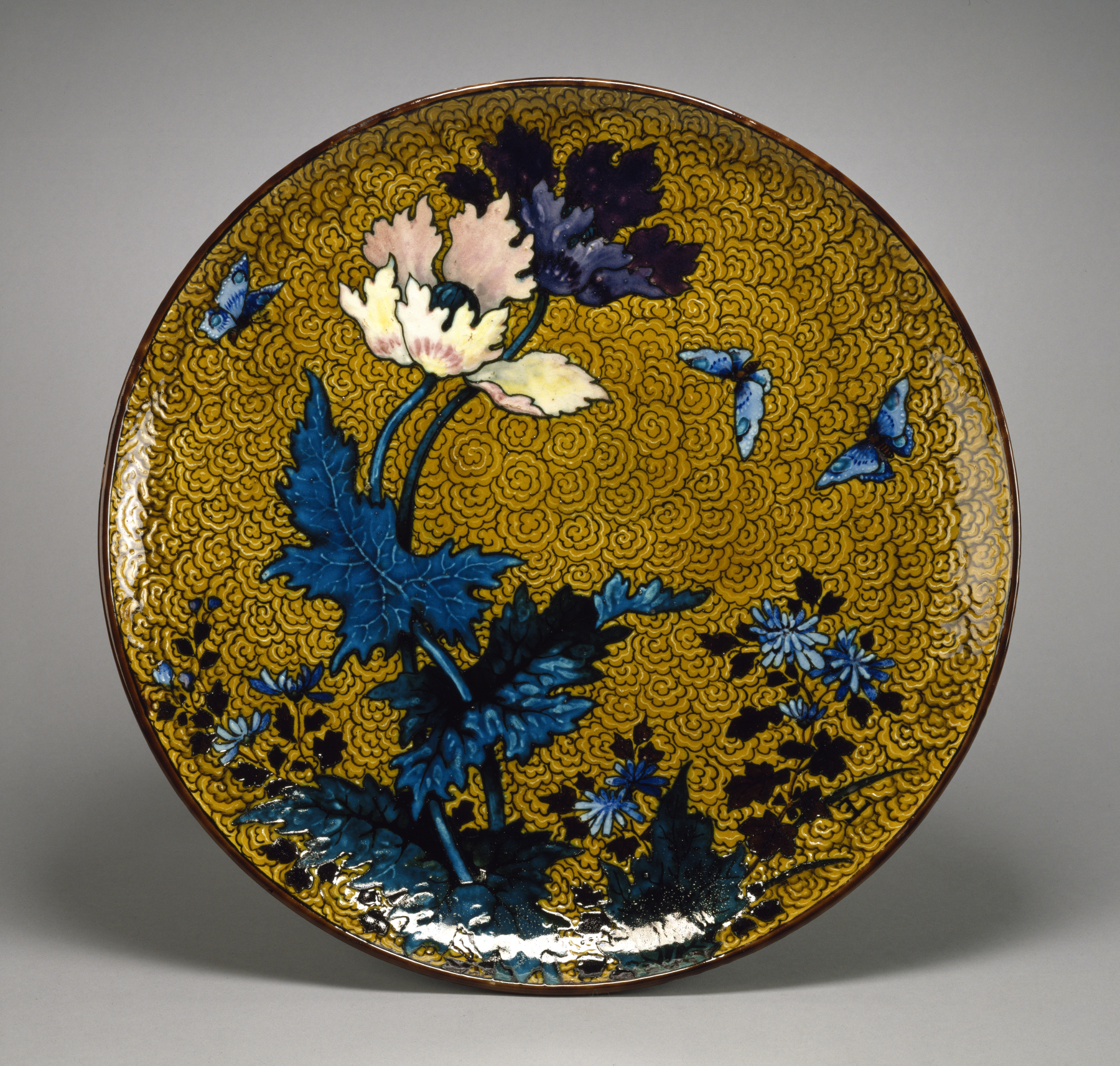
Тарелка в японском стиле Кутани. Фаянс. 1875. Художественный музей Уолтерса, Балтимор, США
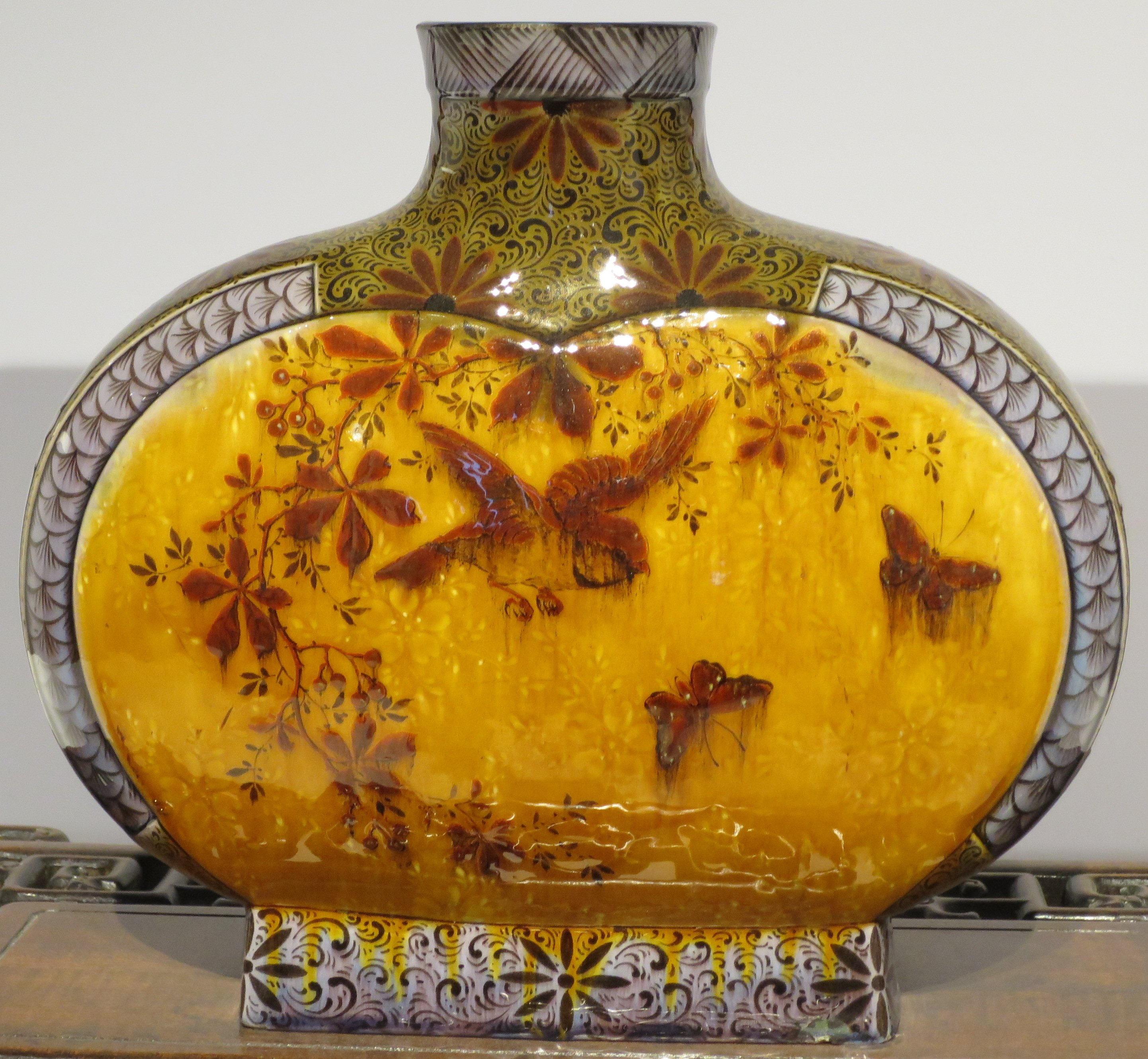
Ваза в подражание резьбы по нефриту. 1889. Каменная масса. Музей семьи Хай, Атланта, США
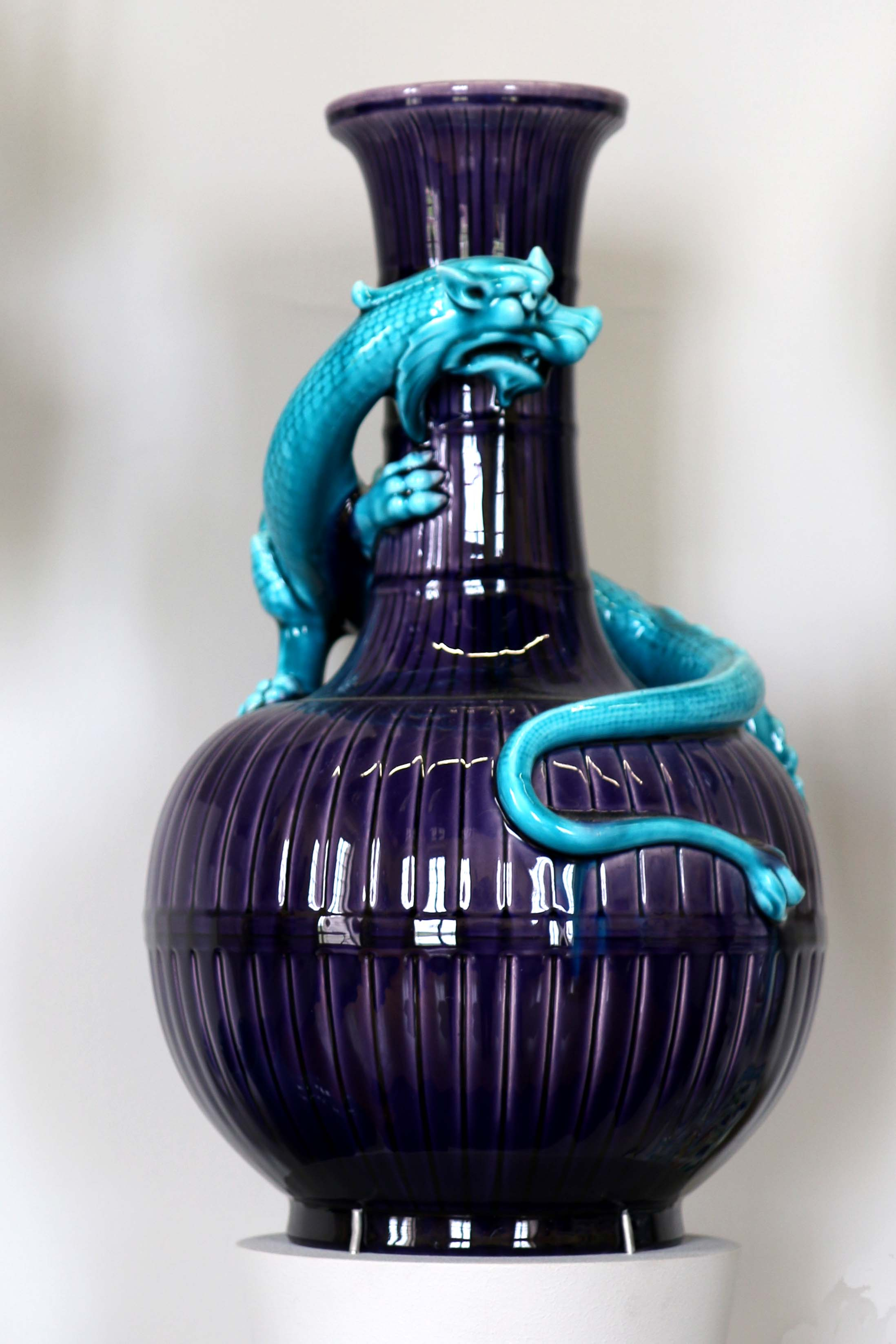
Bаза с драконом «шинуазри». Фаянс. Глазурь «bleu de Deck». Музей декоративного искусства, фаянса и моды, Марсель
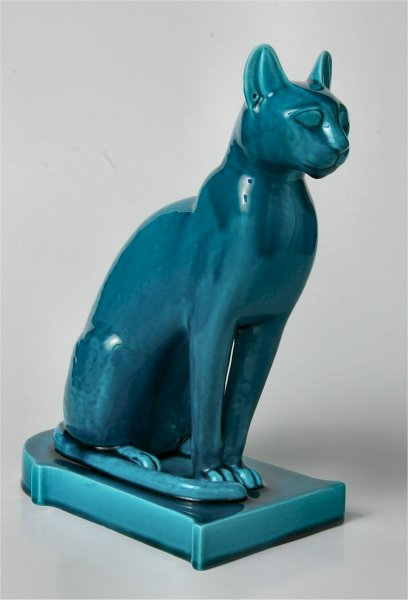
«Голубой кот» (статуэтка богини Баст). Фаянс. Музей Теодора Дека, Гебвиллер
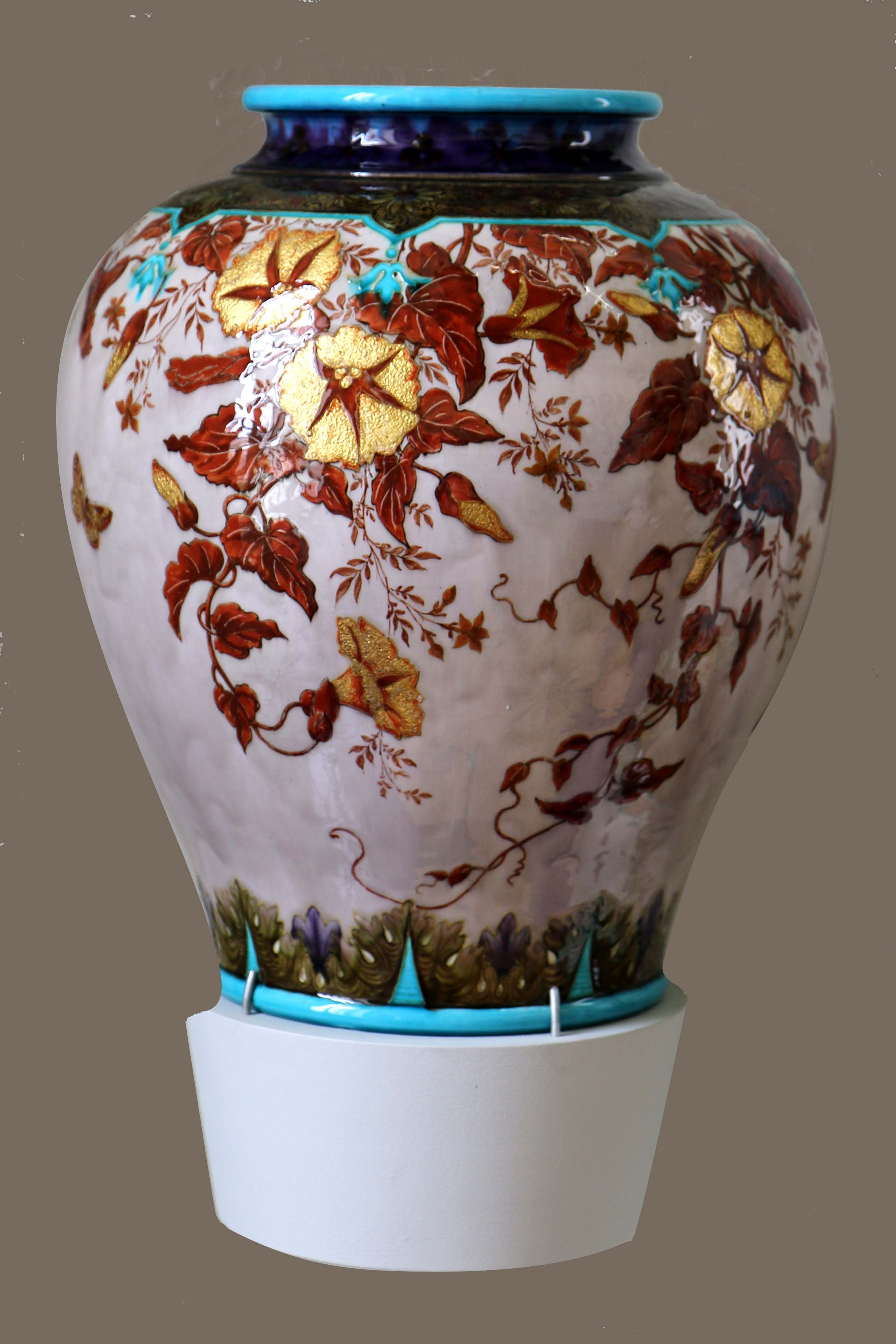
Дек-Борели. «Ваза-балюстра». Фаянс, роспись. Музей декоративного искусства, фаянса и моды, Марсель
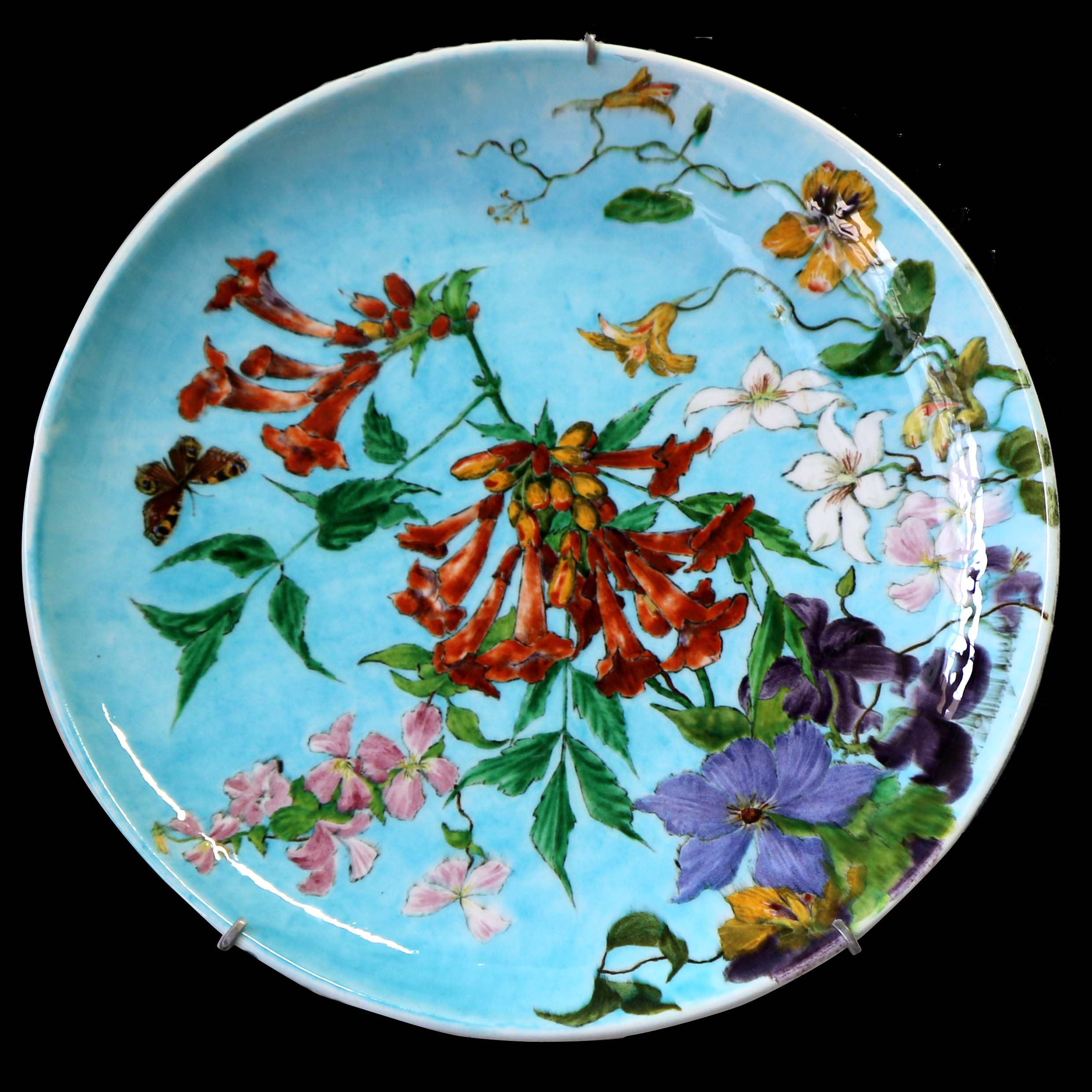
Дек-Борели. «Вьющиеся растения». Фаянс, роспись. Музей декоративного искусства, фаянса и моды, Марсель
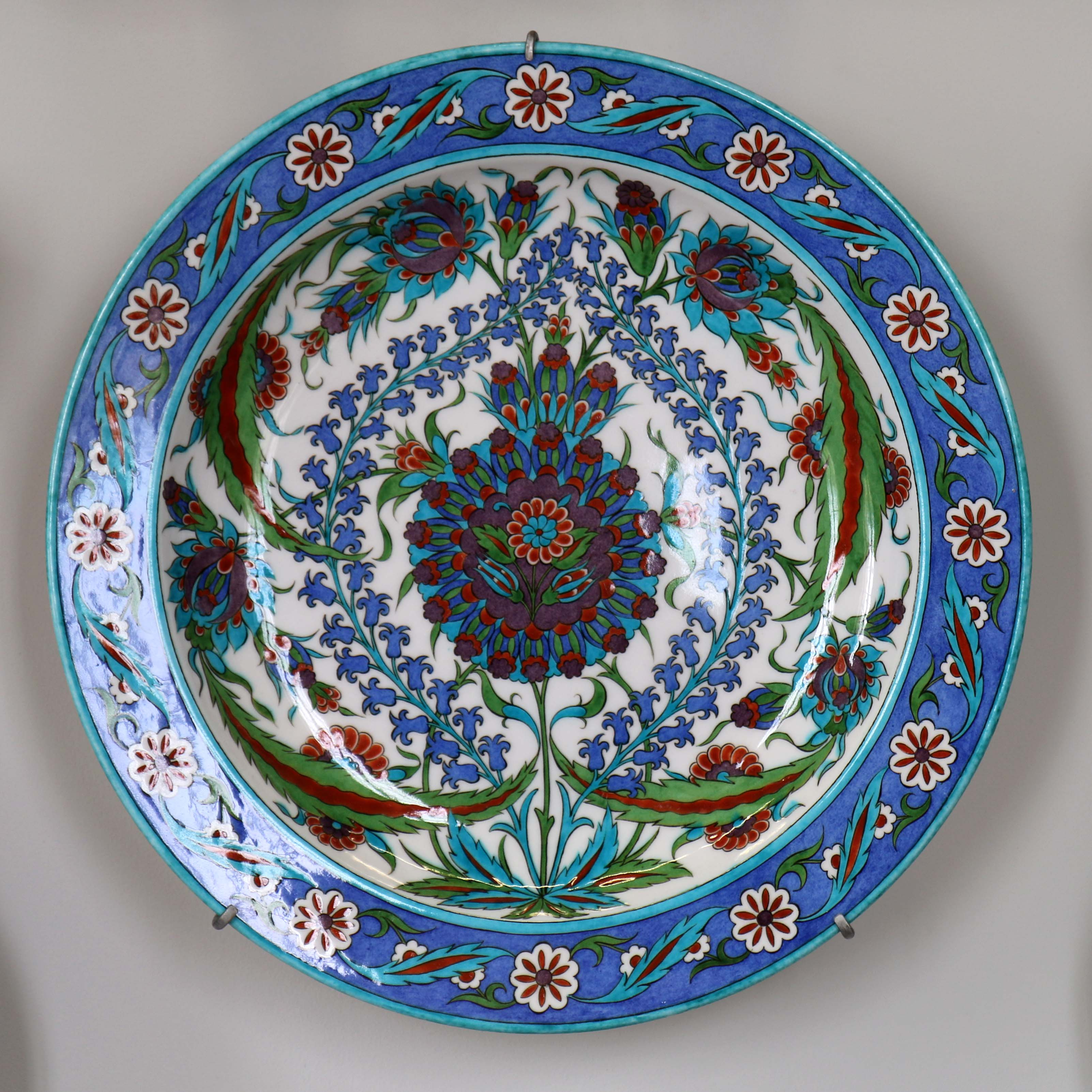
Дек-Борели. Тарелка в стиле Изника. Фаянс, роспись. Музей декоративного искусства, фаянса и моды, Марсель
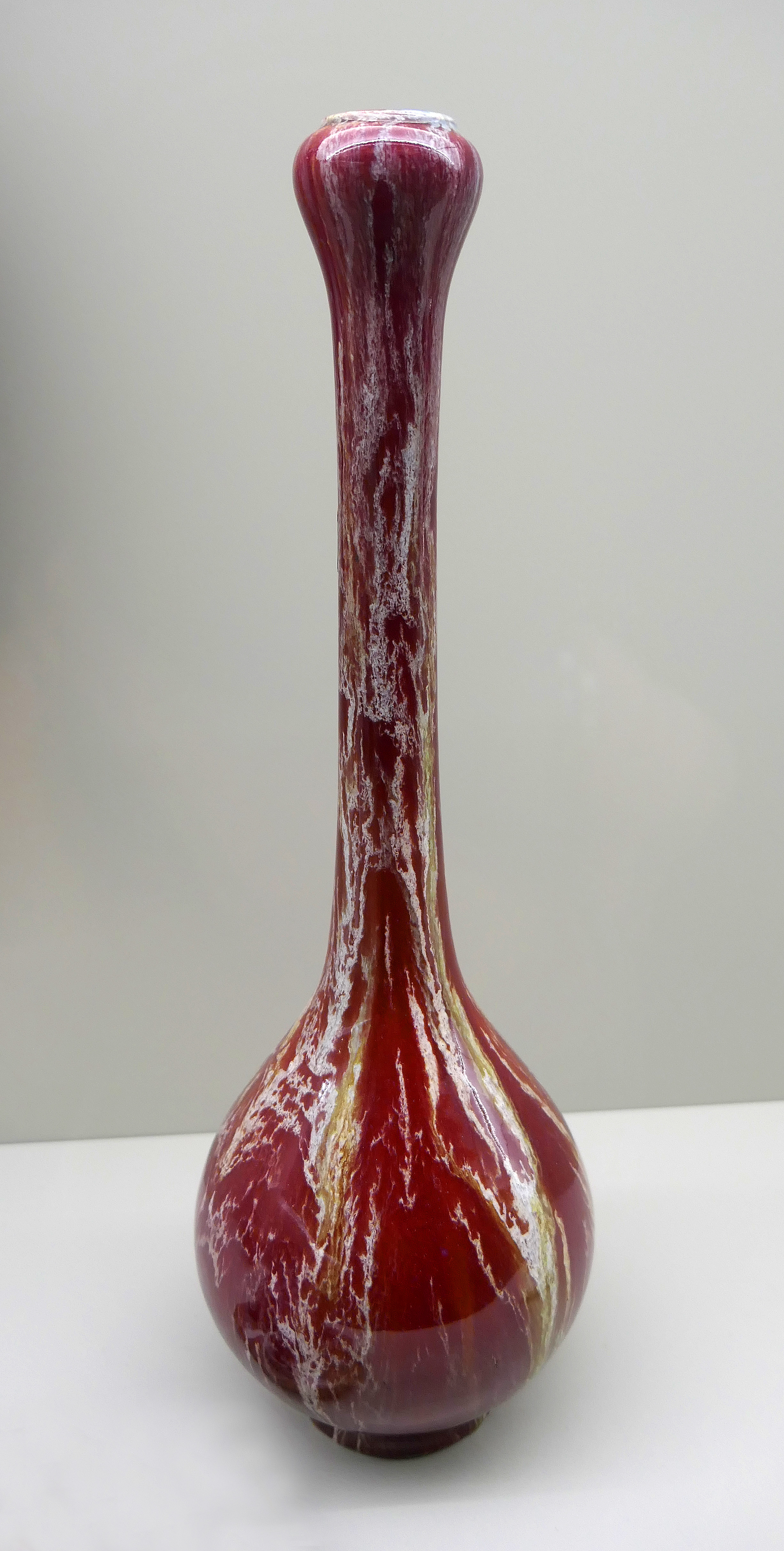
Ваза с китайской глазурью «бычья кровь». Ок. 1895. Фарфор. Музей художественных ремёсел, Лейпциг
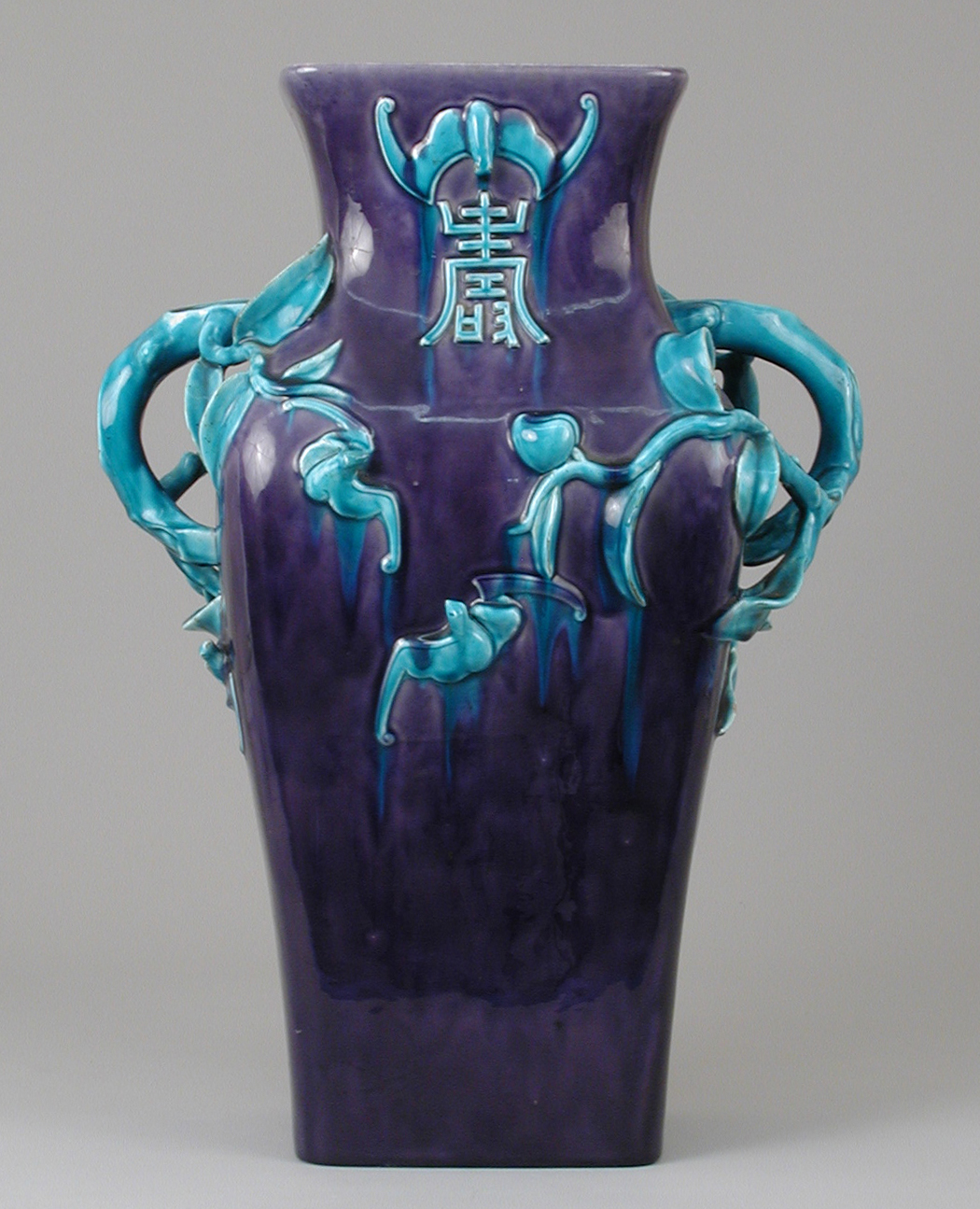
Ваза в китайско-японском стиле. Ок. 1890. Каменная масса. Глазурь «bleu de Deck». Метрополитен-музей, Нью-Йорк
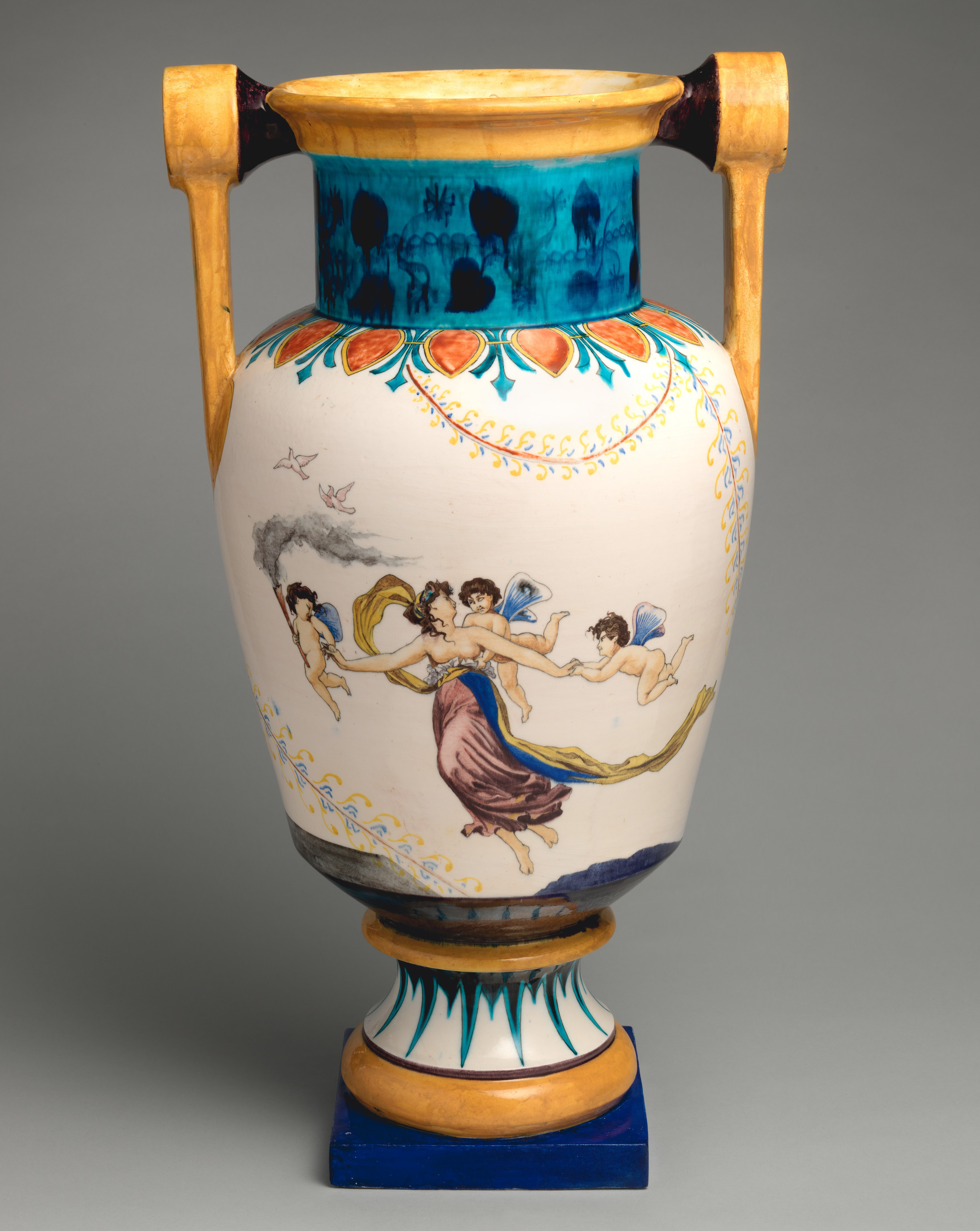
Амфора «с мифологическими сценами». 1867. Каменная масса, белый ангоб. Метрополитен-музей, Нью-Йорк
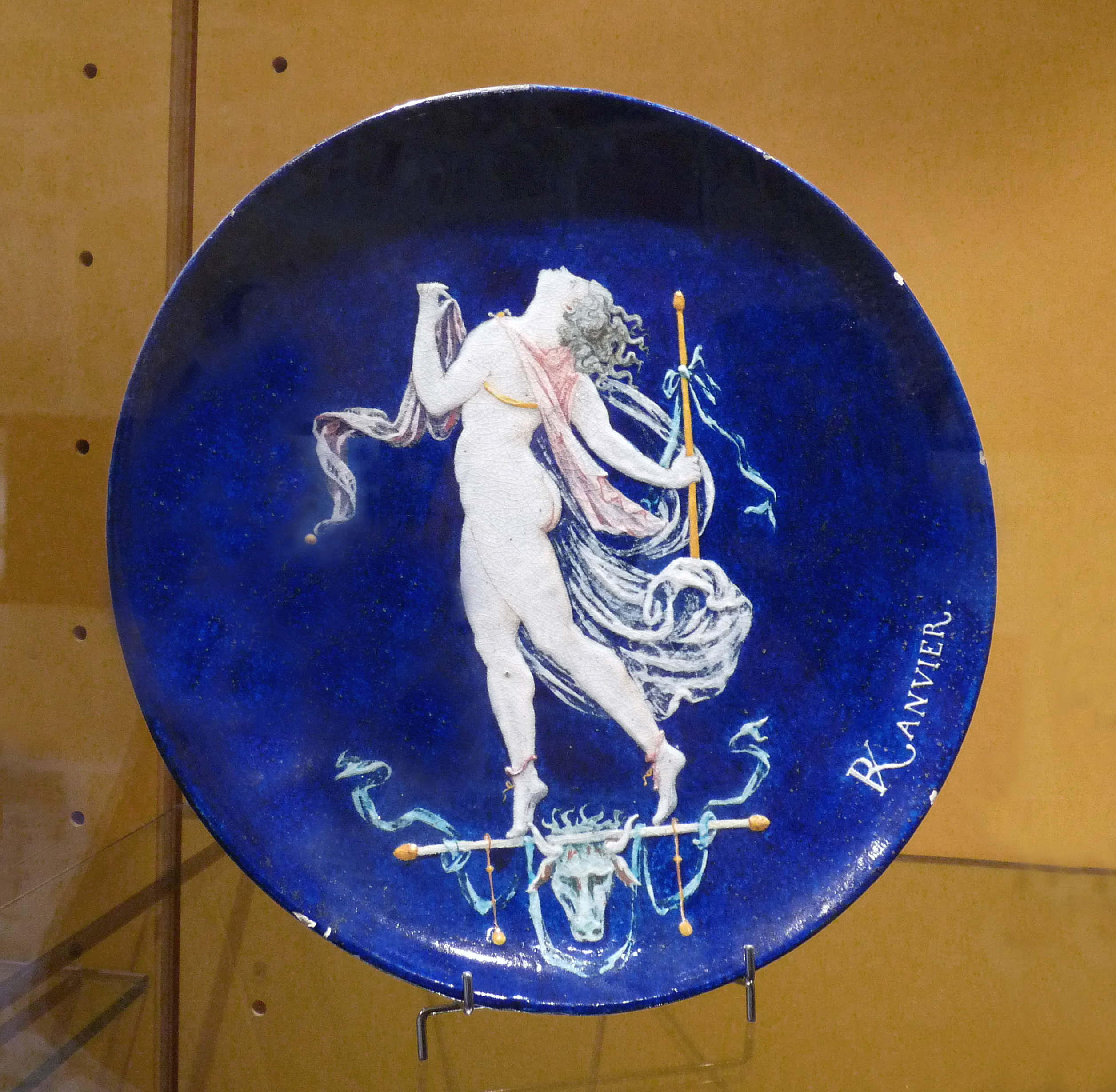
Тарелка «Танцующая менада». Роспись В. Ранвье. Ок. 1870. Фаянс. Музей Унтерденлинден, Кольмар
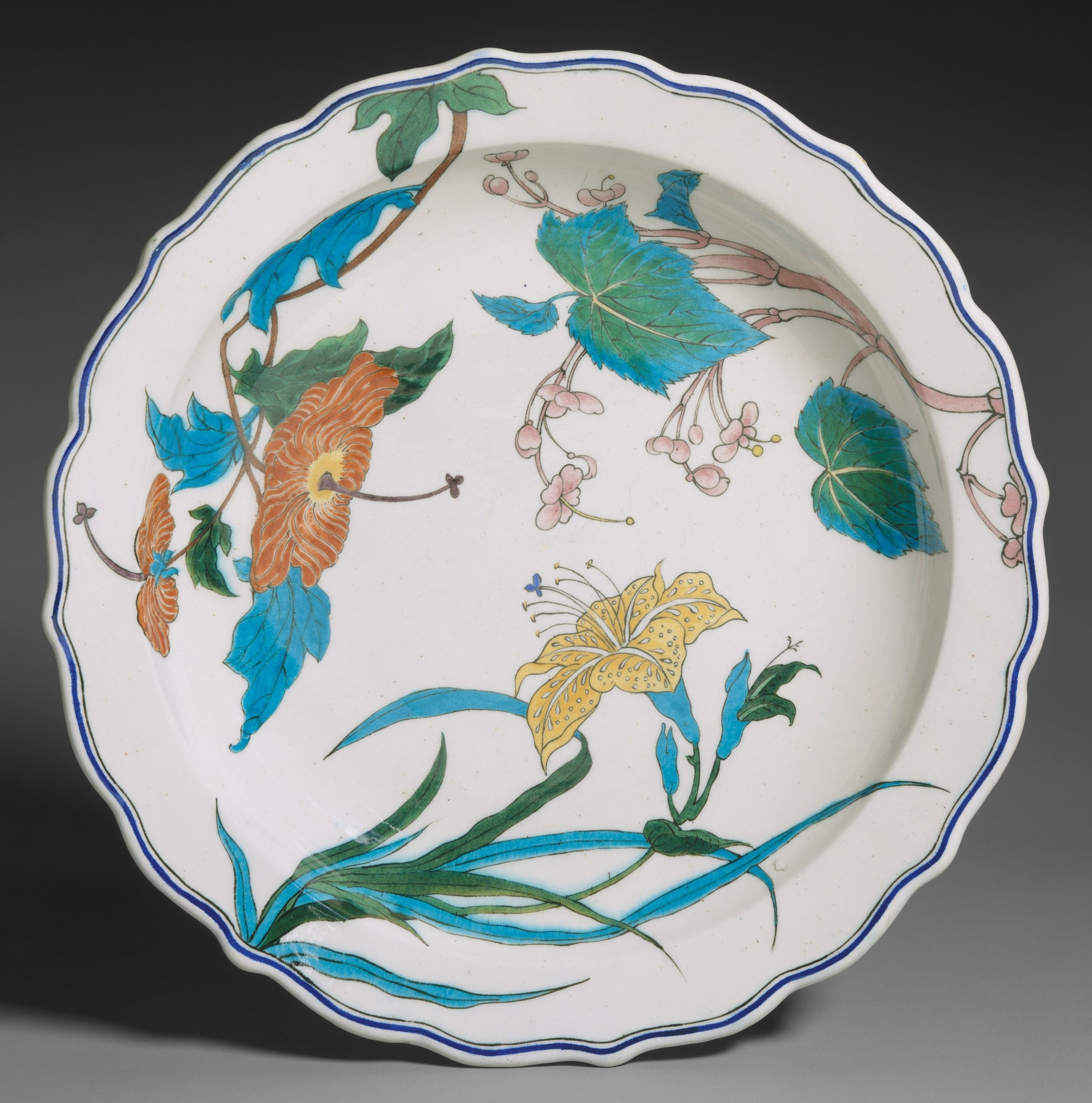
Тарелка. 1866. Фаянс, роспись. Метрополитен-музей, Нью-Йорк
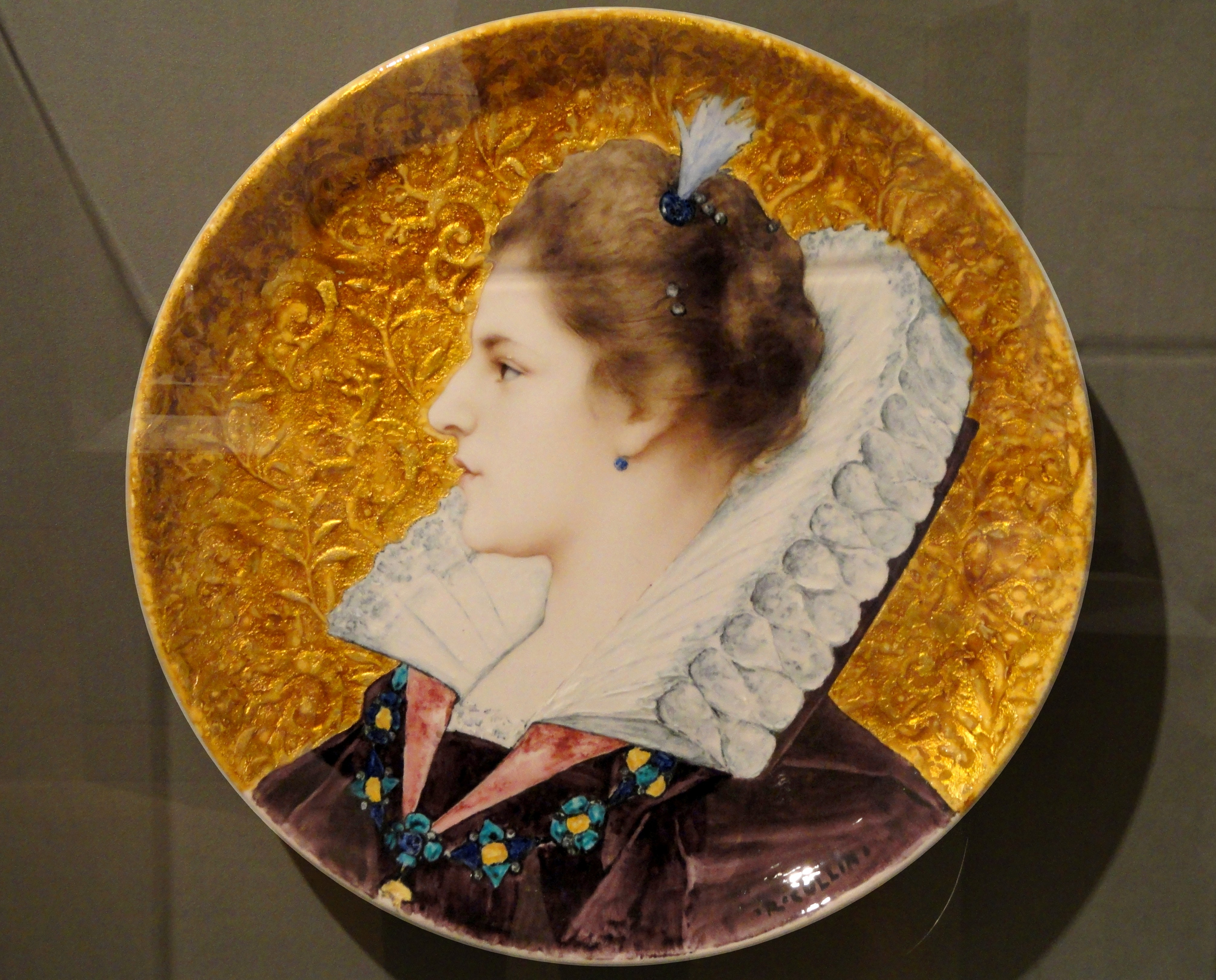
Тарелка с дамой эпохи Ренессанса. Роспись Рафаэля Коллена. 1880. Фаянс. Музей искусств Индианополиса, США
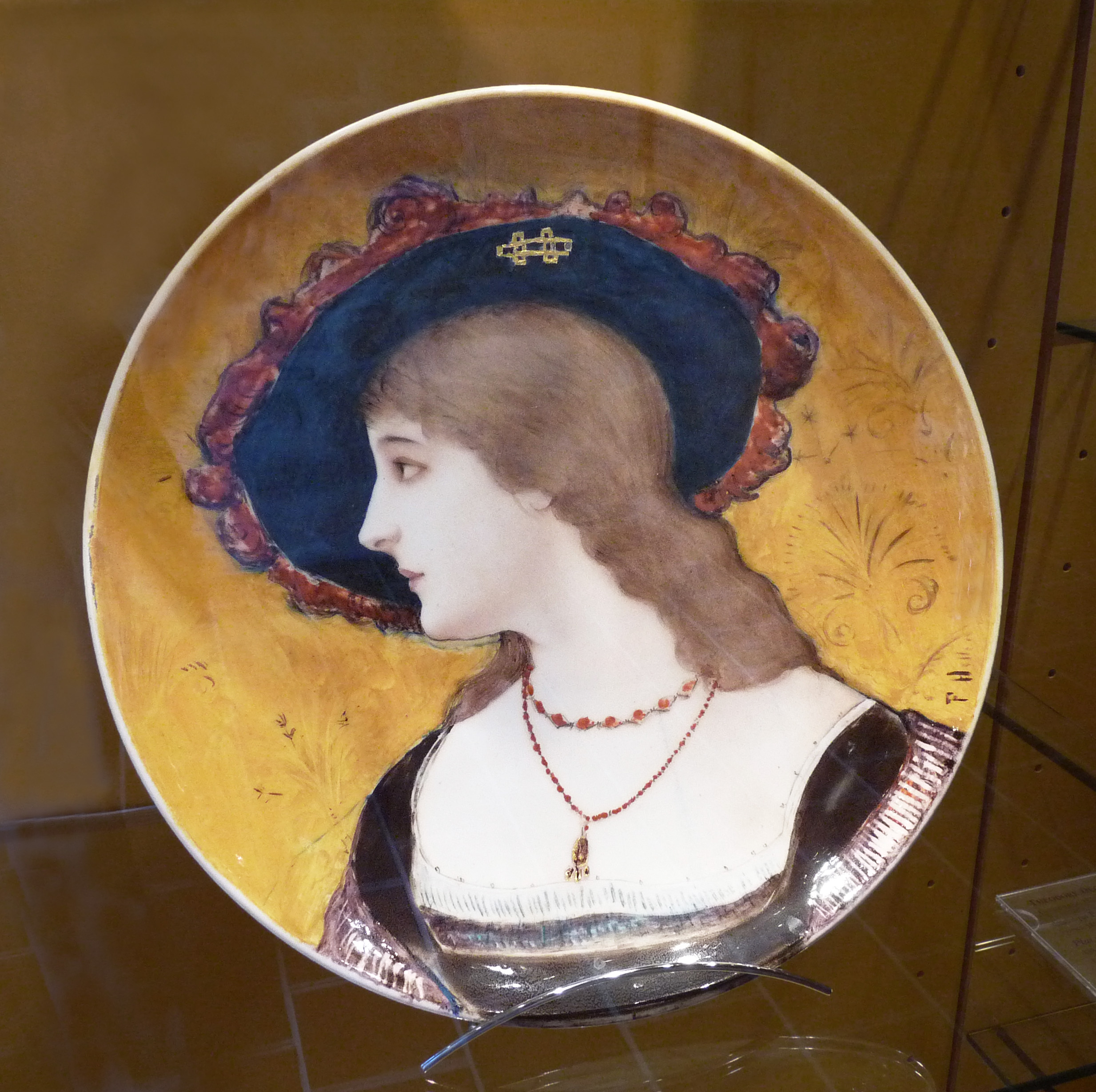
Тарелка с дамой эпохи Ренессанса. Роспись по эмали Поля Эллё. 1884. Фаянс. Музей Унтерденлинден, Кольмар
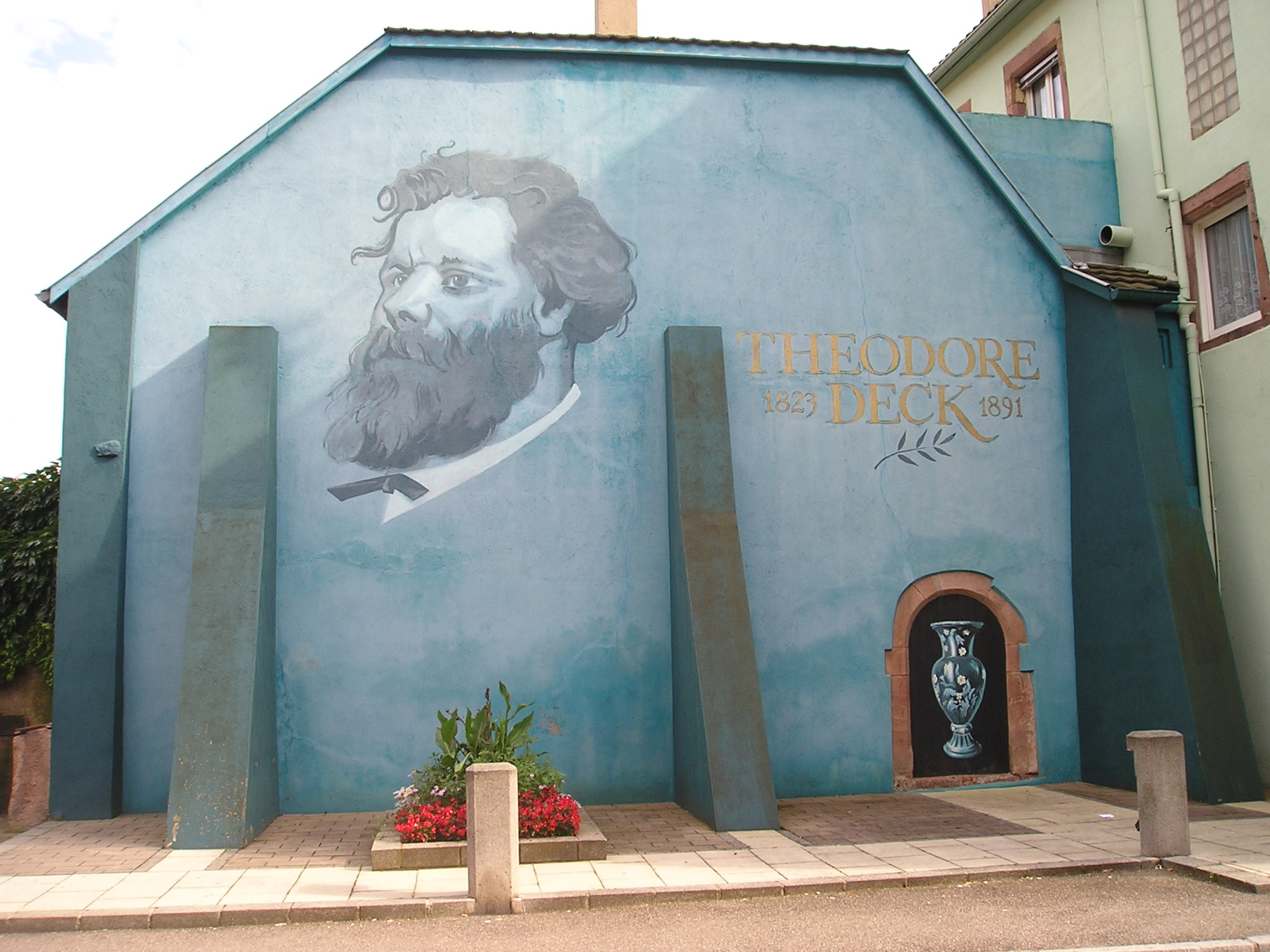
Современный мурал с изображением Теодора Дека в Гебвиллере

## Книга Теодора Дека
- Théodore Deck, La faïence, Quantin, Paris, 1887. 300 p. (полный текст онлайн на фр. языке)